# Ceratina punctulata
Ceratina punctulata är en biart som beskrevs av Maximilian Spinola 1841. Ceratina punctulata ingår i släktet märgbin, och familjen långtungebin. Inga underarter finns listade i Catalogue of Life.